# مارك بوكانان
مارك بوكانان (بالإنجليزية: Mark Buchanan)‏ هو فيزيائي وكاتب أمريكي، ولد في 31 أكتوبر 1961 في كليفلاند في الولايات المتحدة.